# Ministero della guerra
Il Ministero della guerra fu uno storico dicastero presente sin dall'unità d'Italia, nel governo Cavour. Gestiva le forze militari del Regio Esercito, mentre il Ministero della marina si occupava della Regia Marina.

## Storia
Nel Regno di Sardegna i servizi relativi all'esercito e alla marina dipendevano da un unico "Ministero di guerra e marina", fino a quando l'11 ottobre 1850 con il governo d'Azeglio I furono distaccati e le funzioni sulla Marina attribuite al Ministero di agricoltura e commercio, rimanendo solo "Ministero della guerra".
Con l'unità d'Italia, nel governo Cavour IV fu introdotta la divisione della gestione della componente militare in "Ministero della guerra" e "Ministero della marina". Questi dicasteri rimasero fino al primo dopoguerra, di fatto, roccaforti delle alte gerarchie militari, che respinsero sempre ogni forma di controllo del parlamento. Il Ministero della guerra infatti di norma fu gestito da un generale, raramente da civili: il primo fu Severino Casana, poi Ivanoe Bonomi, Giulio Rodinò, Alessandro Casati. Fu Bonomi nel 1920, con la riforma dell'ordinamento militare che prese il suo nome, a ridurre i poteri della carica di capo di stato maggiore generale, che nella prima guerra mondiale aveva assunto un notevole valore.
Il 30 agosto 1925, il governo Mussolini istituisce anche un terzo dicastero militare, il Ministero dell'aeronautica, nato dalla trasformazione del Commissariato per l'aeronautica incardinato presso il Ministero della guerra; Mussolini trattenne le prerogative del dicastero della guerra dal 1925 al 1929 e dal 1933 al 25 luglio 1943, delegandone la gestione ordinaria ad un generale, nominato sottosegretario di Stato. Con l'"ordinamento Mussolini" del 1926 l'esercito coloniale passò alle dipendenze del Ministero delle colonie. 
Con decreto del capo provvisorio dello Stato 4 febbraio 1947, n. 17, dal 14 febbraio 1947, col governo De Gasperi III, i dicasteri della guerra, della marina e dell'aeronautica furono soppressi e le loro competenze unificate nel Ministero della difesa.

## Organizzazione
Nel 1928 l'ordinamento del ministero era il seguente: 
- gabinetto
- ufficio coordinamento
- ufficio dei generali
- sette direzioni generali (personali civili e affari generali; personale ufficiali; leva sottufficiali e truppa; artiglieria e automobilismo; genio; servizi logistici; sanità militare
- 'ispettorato generale amministrativo
- direzione per il centro chimico militare
- servizio ippico e veterinario
- divisione per l'educazione fisica l'istruzione premilitare
- scuole militari

Con l'entrata in guerra dell'Italia, il 6 luglio 1940 fu emanata una nuova riorganizzazione del ministero (L.  n. 1039):
- gabinetto
- segreteria particolare del sottosegretario di Stato
- quartier generale
- otto direzioni generali: (ufficiali in servizio permanente; ufficiali in congedo; personali civili e affari generali; artiglieria; genio; servizi logistici; sanità militare; servizi amministrativi)
- direzione per il servizio chimico militare
- direzione generale leva sottufficiali e truppa
- direzione generale per la motorizzazione
- ispettorato superiore dei servizi tecnici
- servizio ippico e veterinario
- servizio informazioni militari
- compagnia autonoma dei carabinieri reali
- ufficio pubblicazioni militari

## Cronotassi dei ministri
- Ministri della guerra del Regno d'Italia